# H. Kunnur, Hosanagara
H. Kunnur là một làng thuộc tehsil Hosanagara, huyện Shimoga, bang Karnataka, Ấn Độ.